# 호르브역
호르브역(Horw)은 스위스 루체른주의 호르브에 있는 기차역이다. 루체른과 인터라켄을 연결하는 첸트랄반 철도회사의 브뤼닉선에 루체른–슈탄스–엥겔베르크선의 기차에서도 사용된다.

## 운행편
다음 서비스는 호르브에서 정차한다:
- 루체른 S-반 S4/S5 : 루체른과 헤르기스빌 간 15분 간격 운행 ; 헤르기스빌에서 30분마다 기스빌 또는 슈탄스까지, 매시간마다 볼펜쉬센 또는 달렌빌까지 운행한다.